# Saxonella
Saxonella — рід вимерлих приматів епохи палеоцену, 66–56 млн років тому. Рід присутній у літописі скам'янілостей приблизно з 62–57 млн років тому (торрехонський-кларкфорський вік північноамериканських наземних ссавців). Saxonella була знайдена в пломбах тріщин у Вальбеку, Німеччина, а також у формації Паскапу в Альберті, Канада. Saxonella — одна з п'яти родин надродини Plesiadapoidae, яка з'являється в літописі скам'янілостей від середини палеоцену до раннього еоцену. Аналіз корінних зубів, проведений палеонтологами, свідчить про те, що Saxonella, швидше за все, харчувалася листям.